# Stockham
Stockham var en civil parish från 1866 till 1936 då den blev en del av Norton, i grevskapet Cheshire, i England. Civil parish hade 21 invånare år 1931.